# Deh-e Nūfīr
Deh-e Nūfīr (persiska: ده نومير, دِه نُوِ مير, Deh Nowmīr, ده نوفیر) är en ort i Iran.   Den ligger i provinsen Hormozgan, i den södra delen av landet, 1 000 km söder om huvudstaden Teheran. Deh-e Nūfīr ligger 44 meter över havet och antalet invånare är 220.
Terrängen runt Deh-e Nūfīr är varierad.Runt Deh-e Nūfīr är det glesbefolkat, med 11 invånare per kvadratkilometer. Närmaste större samhälle är Bandar-e Chārak, 17,7 km sydost om Deh-e Nūfīr. Trakten runt Deh-e Nūfīr är ofruktbar med lite eller ingen växtlighet.